# Kurtovo, Plovdiv
Kurtovo (în bulgară Куртово) este un sat în comuna Karlovo, regiunea Plovdiv,  Bulgaria. 

## Demografie
Componența etnică a satului Kurtovo
     Bulgari (99,11%)
     Nicio identificare (0,88%)
     Altele (0%)
La recensământul din 2011, populația satului Kurtovo era de 226 locuitori. Din punct de vedere etnic, majoritatea locuitorilor (99,11%) erau bulgari. Pentru 0,88% din locuitori nu este cunoscută apartenența etnică.